# Apocephalus striatus
Apocephalus striatus är en tvåvingeart som beskrevs av Brown 1997. Apocephalus striatus ingår i släktet Apocephalus och familjen puckelflugor. Inga underarter finns listade i Catalogue of Life.